# Gia Cát Vũ Kiệt
Gia Cát Vũ Kiệt (tiếng Trung giản thể: 诸葛宇杰, bính âm Hán ngữ: Zhūgé Yǔjié, sinh tháng 5 năm 1971, người Hán) là chuyên gia kinh tế, chính trị gia nước Cộng hòa Nhân dân Trung Hoa. Ông là Ủy viên dự khuyết Ủy ban Trung ương Đảng Cộng sản Trung Quốc khóa XX, hiện là Phó Bí thư chuyên chức Thành ủy, Bí thư Ủy ban Chính Pháp Thành ủy Thượng Hải. Ông từng là Tổng thư ký Thành ủy, Bí thư Ủy ban Công tác cơ quan trực thuộc Thành ủy Thượng Hải.
Gia Cát Vũ Kiệt là đảng viên Đảng Cộng sản Trung Quốc, học vị MBA, chức danh Kinh tế sư cấp cao, Cao cấp công trình sư cấp Giáo sư. Ông là một chuyên gia kinh tế với đa phần thời gian hoạt động ở Thượng Hải.

## Xuất thân và giáo dục
Gia Cát Vũ Kiệt sinh vào tháng 5 năm 1971 tại thành phố Thượng Hải, Cộng hòa Nhân dân Trung Hoa. Ông lớn lên và tốt nghiệp cao trung ở Thượng Hải, thi cao khảo vào năm 1988 và đỗ Đại học Giao thông Thượng Hải, nhập học từ tháng 9 cùng năm và tốt nghiệp cử nhân vào tháng 7 năm 1992. Sau đó gần 10 năm, ông quay trở lại trường vào năm 2001 và tham gia chương trình nghiên cứu sinh tại chức ở Trường Quản lý và Kinh tế An Thái của Thượng Giao, nhận bằng MBA. Ông được kết nạp Đảng Cộng sản Trung Quốc vào tháng 6 năm 1992, trước khi tốt nghiệp đại học ở trường Thượng Giao.

## Sự nghiệp

### Các giai đoạn
Tháng 8 năm 1992, sau khi tốt nghiệp Thượng Giao, Gia Cát Vũ Kiệt được nhận vào Công ty Công trình Cảng vụ Thượng Hải, một xí nghiệp nhà nước ở thành phố làm công nhân của Phòng Công trình thứ 4. Trong giai đoạn đầu 1992–99, ông lần lượt là Trợ lý Chủ nhiệm phòng, Phó Chủ nhiệm, Giám đốc Công ty thứ 4 tức phòng công trình được tách ra thành công ty con, rồi Trợ lý Tổng giám đốc Công ty Công trình Cảng vụ Thượng Hải, và sau đó là Phó Tổng giám đốc. Tháng 7 năm 1998, ông được bổ nhiệm làm Bí thư Đảng ủy, Tổng giám đốc, giữ chức này trong 6 năm cho đến tháng 11 năm 2005 thì được điều sang Công ty hữu hạn Kiến thiết cảng khẩu Đồng Thịnh Dương Sơn làm Phó Bí thư Đảng ủy, Tổng giám đốc, kiêm nhiệm quản lý công ty khác với chức vụ là Phó Tổng tài Tập đoàn Đầu tư Đồng Thịnh Thượng Hải. Trong những năm hoạt động ở xí nghiệp nhà nước, ông còn tham gia nghiên cứu khoa học về kinh tế học, được phong chức danh khoa học cao nhất ở hàng của Trung Quốc là Cao cấp công trình sư cấp Giáo sư.
Tháng 2 năm 2009, Gia Cát Vũ Kiệt được điều tới quận Phổ Đà, nhậm chức Thường vụ Quận ủy, Phó Quận trưởng thường vụ. Sau đó 2 năm, ông được điều chuyển làm Phó Bí thư Đảng ủy, Tổng tài công ty holding của Tập đoàn Cảng vụ Quốc tế Thượng Hải. Kiểm soát công ty này hơn 2 năm thì ông tới quận Dương Phố nhậm chức Phó Bí thư Quận ủy, Quận trưởng, rồi thăng chức là Bí thư Quận ủy từ tháng 1 năm 2015. Đến tháng 7 năm 2016, ông được điều lên Thành ủy Thượng Hải, nhậm chức Phó Tổng thư ký Thành ủy, Chủ nhiệm Sảnh Văn phòng Thành ủy.

### Cấp cao
Vào tháng 4 năm 2017, Gia Cát Vũ Kiệt được bổ nhiệm làm Tổng thư ký Thành ủy, được bầu vào Ủy ban Thường vụ Thành ủy, thăng cấp phó tỉnh từ tháng 5 ở tuổi 46. Ông cũng kiêm nhiệm là Bí thư Ủy ban Công tác cơ quan trực thuộc Thành ủy, đến ngày 26 tháng 3 năm 2022 thì được bầu làm Phó Bí thư chuyên chức Thành ủy, chuyển chức Tổng thư ký sang làm Bí thư Ủy ban Chính Pháp Thành ủy Thượng Hải. Tháng 10 năm này, ông tham gia Đại hội Đảng Cộng sản Trung Quốc lần thứ XX từ đoàn đại biểu Thượng Hải. Trong quá trình bầu cử tại đại hội, ông được bầu là Ủy viên dự khuyết Ủy ban Trung ương Đảng Cộng sản Trung Quốc khóa XX.